# هانز فيرنر هينتسه
هانز فيرنر هينتسه (بالألمانية: Hans Werner Henze)‏ (و. 1926 – 2012 م) هو ملحن، وعالم موسيقى، وعازف جاز، وأستاذ جامعي، وموزع من ألمانيا. ولد في كوترسلوه. كان عضوًا في الحزب النازي.
توفي في دريسدن، عن عمر يناهز 86 عاماً.

## أعمال بارزة
من أهم أعماله:
- Der Prinz von Homburg
- Boulevard Solitude
- Gisela!
- The English Cat.

## جوائز
حصل على جوائز منها:
- جائزة مدينة دويسبورغ للموسيقى [الإنجليزية]‏ (1995)
- Bach Prize of the Free and Hanseatic City of Hamburg [الإنجليزية]‏ (1983)
- جائزة بريميم إمبريال  [لغات أخرى]‏
- قائد فرسان من وسام استحقاق جمهورية ألمانيا الاتحادية
- قائد الصليب من وسام استحقاق جمهورية ألمانيا الاتحادية
- النيشان البافاري الماكسيميلياني للعلوم والفن.

## وصلات خارجية
- هانز فيرنر هينتسه على موقع IMDb (الإنجليزية)
- هانز فيرنر هينتسه على موقع الموسوعة البريطانية (الإنجليزية)
- هانز فيرنر هينتسه على موقع مونزينجر (الألمانية)
- هانز فيرنر هينتسه على موقع ألو سيني (الفرنسية)
- هانز فيرنر هينتسه على موقع ميوزك برينز (الإنجليزية)
- هانز فيرنر هينتسه على موقع قاعدة بيانات الأفلام السويدية (السويدية)
- هانز فيرنر هينتسه على موقع إن إن دي بي (الإنجليزية)
- هانز فيرنر هينتسه على موقع أول ميوزيك (الإنجليزية)
- هانز فيرنر هينتسه على موقع ديسكوغز (الإنجليزية)
- هانز فيرنر هينتسه على موقع قاعدة بيانات الفيلم (الإنجليزية)

هانز فيرنر هينتسه في قاعدة بيانات الأفلام على الإنترنت